# Niedlicher Kugelamarant
Der Niedliche Kugelamarant (Gomphrena pulchella) ist eine Pflanzenart aus der Gattung Kugelamarant (Gomphrena) innerhalb der Familie der Fuchsschwanzgewächse (Amaranthaceae).

## Beschreibung

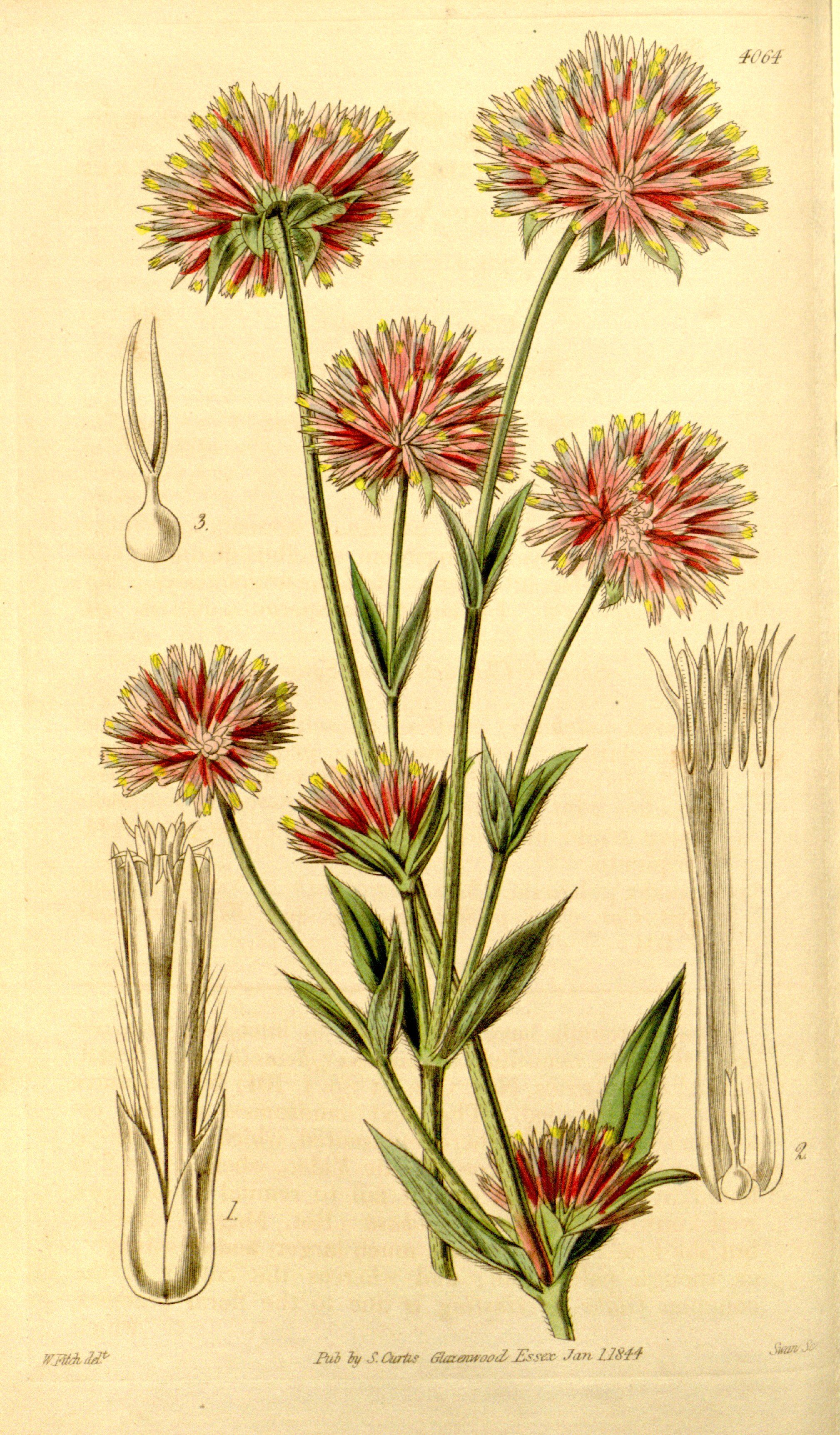
Illustration aus Curtis' 70 (N.S. 17) Tafel 4064.

### Vegetative Merkmale
Der Niedliche Kugelamarant ist eine einjährige krautige Pflanze, die Wuchshöhen von fast 50 Zentimetern erreicht. Die oberirdischen Pflanzenteile sind striegelig behaart. Die aufsteigenden Stängel sind knotig gegliedert, gabelig verzweigt, im Queschnitt rund und striegelig behaart.
Die Laubblätter sind in Blattstiel und -spreite gegliedert. Der sehr kurze Blattstiel ist halb stängelumfassend. Die einfache Blattspreite ist bei einer Länge von 3 bis 5 Zentimetern sowie einer Breite von 4 bis 5 Millimetern schmal-lanzettlich mit spitzem sowie stachelspitzigem oberen Ende, ganzrandig und meist punktiert.

### Generative Merkmale
Die Blütezeit reicht von Juli bis Oktober. Der endständige Blütenstandsschaft ist relativ lang. Die Blütenstände sind bei einem Durchmesser von 12 bis 25 Millimetern kugelig und es sind zwei Tragblätter vorhanden.
Die Blüten sind zwei- bis dreimal so lang wie die Vorblätter. Die schön rosaroten Blüten sind etwa 8 Millimeter lang. Die Blütenhüllblätter sind linealisch und im unteren Teil zottig behaart.

## Verbreitung
Der Niedliche Kugelamarant kommt im südlichen Brasilien, Uruguay, Paraguay, Argentinien, Peru und Bolivien vor.

## Taxonomie
Die Erstbeschreibung von Gomphrena pulchella erfolgte 1826 durch Carl Friedrich Philipp von Martius in Nova Acta Physico-Medica Academiae Caesareae Leopoldino-Carolinae Naturae Curiosorum Exhibentia Ephemerides sive Observationes Historias et Experimenta ..., Band 13, Seite 302.

## Nutzung
Der Niedliche Kugelamarant wird selten als Zierpflanze in Parks und Gärten genutzt.